# 宗教社会主義
宗教社会主義（しゅうきょうしゃかいしゅぎ、英：Religious socialism）または宗教的社会主義は、宗教上の価値観に基づいた、社会主義の潮流である。

## 概要
主要な宗教の幾つかは、社会正義の実現や神の前の平等など、社会主義の原則や理念にも合致する信仰を持って生まれた。このため、幾つかの宗教では宗教社会主義の潮流が生まれた。
主なものには以下がある。
- キリスト教社会主義
- 仏教社会主義
- イスラム教社会主義
- ユダヤ教社会主義（ユダヤ教左派）

なお、社会主義（特にマルクス主義）は宗教を否定するとされるが、初期社会主義にはキリスト教社会主義の潮流が多く見られる。
また日本の北一輝による「国体論及び純正社会主義」などは、国家神道の宗教的権威としての天皇を頂点とした一種の国家社会主義であり、宗教社会主義の側面も持っていると言える。